# داني ميلور
داني ميلور (بالإنجليزية: Danie Mellor)‏ (و. 1971  م) هو فنان أسترالي، ولد في ماكاي.

## جوائز
حصل على جوائز منها:
National Aboriginal & Torres Strait Islander Art Award ‏